# سینا مقیمی
سینا مقیمی (انگلیسی: Sina Moghimi؛ زادهٔ ۵ مرداد ۱۳۸۰ در مشهد  ) تنیس‌باز اهل ایران است.
وی قهرمان مسابقات تنیس رده های مختلف در ایران است.
در مرحله نهایی رقابت های بین المللی تنیس  به میزبانی ارمنستان، مقیمی با پیروزی بر آرتور سوگویان تنیسور میزبان به عنوان نخستین تنیسور ایرانی در رقابت های خارج از ایران صاحب عنوان قهرمانی شود.

## افتخارات
- نایب قهرمانی انفراد و دو نفره رقابت های ۱۰۰ امتیازی MVM open cup (تهران ۱۴۰۳)[۱۱]

- قهرمانی رقابت های ۱۰۰۰ امتیازی (کیش ۱۴۰۳)[۱۲][۱۳]

## حواشی
مقیمی در مصاحبه‌ای با خبرگزاری ایرنا درباره هزینه‌های بالای رشته تنیس، گفت:
این رشته در همه جای دنیا بسیار محبوب است ولی در فرهنگ ایران خیلی به آن اهمیت داده نمی‌شود. تنیس یک ورزش لاکچری است و نیازمند هزینه‌های بالاتری است تا رشد بهتری داشته باشد. لیگ برتر برگزار شد و تیم پدافند نیز در آن اول شد اما شرایط بسیار بدی داشت. با این وجود دیگر اسپانسرها حاضر به هزینه برای آوردن بازیکنان خارجی نمی‌شوند زیرا وضعیت خوبی در این رقابت‌ها نمی‌بینند.

## جستار های وابسته
ایران در بازی‌های آسیایی ۲۰۲۲